# Heliodor (cirurgià)
Heliodor  (en llatí Heliodoros, en grec antic Ἡλιόδωρος) va ser un cirurgià grec probablement contemporani de Juvenal que va viure al segle i.
Potser és la mateixa persona que va escriure una obra sobre cirurgia a la que fa referència Asclepíades Farmació, tal com recullen Galè i Paule Egineta. D'aquesta obra es conserven alguns fragments preservats per Oribasi i Nicetes.